# Orphella haysii
Orphella haysii är en svampart som beskrevs av M.C. Williams & Lichtw. 1987. Orphella haysii ingår i släktet Orphella och familjen Legeriomycetaceae.   Inga underarter finns listade i Catalogue of Life.